# Microsoft Help
Als Microsoft Help werden die verschiedenen Online-Hilfe-Systeme zu Anwendungsprogrammen unter dem Betriebssystem Microsoft Windows verstanden.

## QuickHelp
Unter der Bezeichnung QuickHelp (englisch für „Schnellhilfe“) wurde die Windows-Hilfe bis Windows Version 2.0 geführt.

## WinHelp
WinHelp (.hlp) ist seit 1990 (Windows 3.0) der Nachfolger von QuickHelp. Das Dateiformat selbst basiert auf RTF. WinHelp-Dateien bestehen grundsätzlich aus Texten, Bildern und Makros in der Sprache VBA. Die Navigation in WinHelp 1.0 war mittels Hyperlinks und eines Suchdialogs mit Index und Volltextsuche (Suchen) über Registerkarten möglich. Es gibt kein Inhaltsverzeichnis – der „Inhalt“-Knopf in der Werkzeugleiste führte zum Hauptnavigationsthema in der Hilfe.
Mit der Einführung von Windows Vista wurde die Unterstützung von WinHelp aufgegeben, später jedoch als zusätzliches Update wieder optional aus Kompatibilitätsgründen eingeführt. Bei Windows 7 fehlt die Unterstützung standardmäßig ebenfalls.

## HTMLHelp
Das CHM-Dateiformat wird von Microsoft HTMLHelp verwendet, dem Standard-Hilfesystem für die Windows-Plattform seit 1997. Eine CHM-Datei ist eine Zusammenstellung von HTML-Dokumenten und anderen Daten, wie Bildern und JavaScript, die in eine einzelne CHM-Datei komprimiert werden. CHM-Dateien enthalten eine Anzahl von mächtigen Merkmalen, die in den Spezifikationen beschrieben sind: Inhaltsverzeichnis, Index aus Schlüsselworten und Volltext-Suchfunktion. Es setzt den Microsoft Internet Explorer 4.0 oder eine höhere Version voraus.
Das Dateiformat ist auch für E-Books in Gebrauch.

## AP Help
In Windows Vista wurde unter anderem auch die Hilfeplattform noch einmal geändert, um die Benutzerhilfe in Windows umfassend zu verbessern und aufzuwerten. Diese Hilfeplattform wird als Assistance Platform Help (kurz AP Help) bezeichnet. Seitens Microsoft wird sie jedoch nicht allgemein angeboten und steht daher anderen Programmierern nicht zur Verfügung. Für die Entwicklung von Hilfedateien wird generell weiter die Technik der HTML-Hilfe empfohlen.

## Werkzeuge
Für die Erzeugung der verschiedenen Hilfedatei-Formate werden entsprechende Werkzeuge – meist Übersetzungsprogramme, auch Compiler genannt – (teilweise kostenlos) bereitgestellt.
- Helpmake – ein Kommandozeilenprogramm von Microsoft für die Erstellung von Hilfedateien im QuickHelp-Format[2]
- Microsoft Help Compiler – Übersetzer für das WinHelp-Format (.hlp), bis Version 6.0 Teil von Visual Studio
- Microsoft HTML Help 1.4 SDK – Entwicklerwerkzeuge u. a. für das kompilierte HTML-Hilfe-Format (.chm)[3][4]
- MS HELP 2.x Info – Entwicklerwerkzeuge für das Help-2.x-Format (.hxs)[5]
- für das AP Help-Format ist derzeit noch kein Compiler öffentlich verfügbar